# Landesgymnasium für Sport Leipzig
Das Landesgymnasium für Sport Leipzig (Sportgymnasium Leipzig) ist eine Schule in öffentlicher Trägerschaft. Schulträger ist der Freistaat Sachsen. Das Sportgymnasium befindet sich im Leipziger Ortsteil Zentrum-West unweit des Trainingsgeländes der ehemaligen DHfK (heute Sportwissenschaftliche Fakultät der Universität Leipzig). Es arbeitet eng mit der Sportoberschule Leipzig, dem Olympiastützpunkt Leipzig, dem Institut für Angewandte Trainingswissenschaft sowie der Sportwissenschaftlichen Fakultät der Universität zusammen.

## Aufnahmekriterien

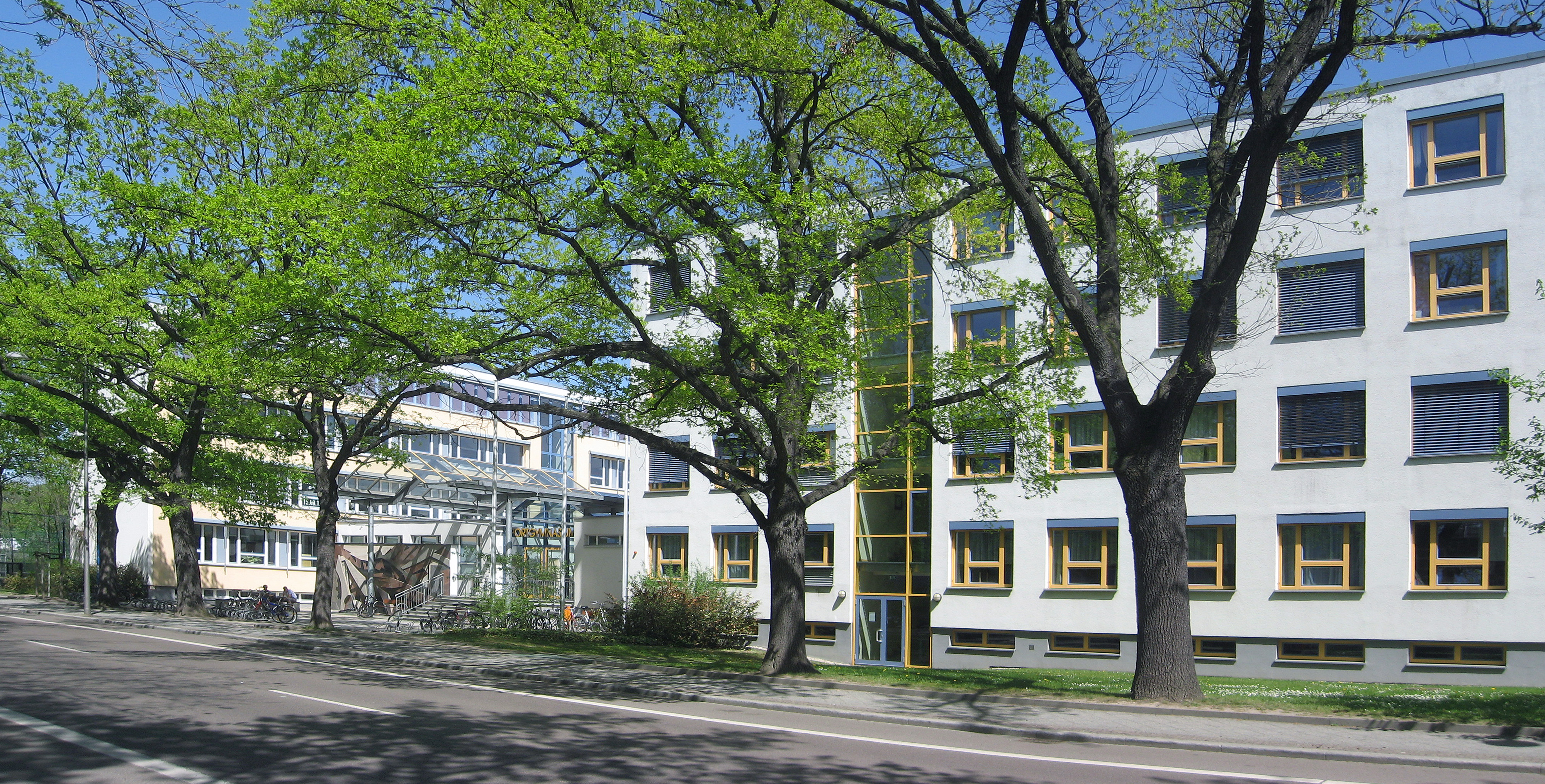
Das Sportgymnasium in der Marschnerstraße

Aufnahmevoraussetzung für das Sportgymnasium ist eine Bildungsempfehlung für das Gymnasium. Außerdem muss der sächsische Landesfachverband der jeweiligen Sportart über den Landessportbund Sachsen eine sportfachliche Aufnahmeempfehlung an die Schule einreichen. Die Landesfachverbände führen dazu Eignungsprüfungen durch. Die Einschulung erfolgt vorrangig in den Klassenstufen 5 und 7.

## Profilangebot
- Fußball, Handball, Fechten, Judo, Kanurennsport, Kanuslalom, Leichtathletik, Kunstturnen (w), Flossenschwimmen, Radrennsport, Ringen, Rudern, Rhythmische Sportgymnastik, Schwimmen, Triathlon, Volleyball (m), Wasserspringen

Die Schule lehrt im Ganztagsunterricht, einschließlich 6 Wochenstunden Sport (2 Stunden Schulsport und 4 Stunden Profilsport). Sie verfügt über einen großen Sporthallenkomplex mit moderner Kleinfeldsportanlage. In der Sekundarstufe I werden die Schüler rund um die Uhr im Internat betreut, ab Sekundarstufe II wohnen sie in einem Wohnheim oder in schuleigenen Wohnungen.

## Geschichte

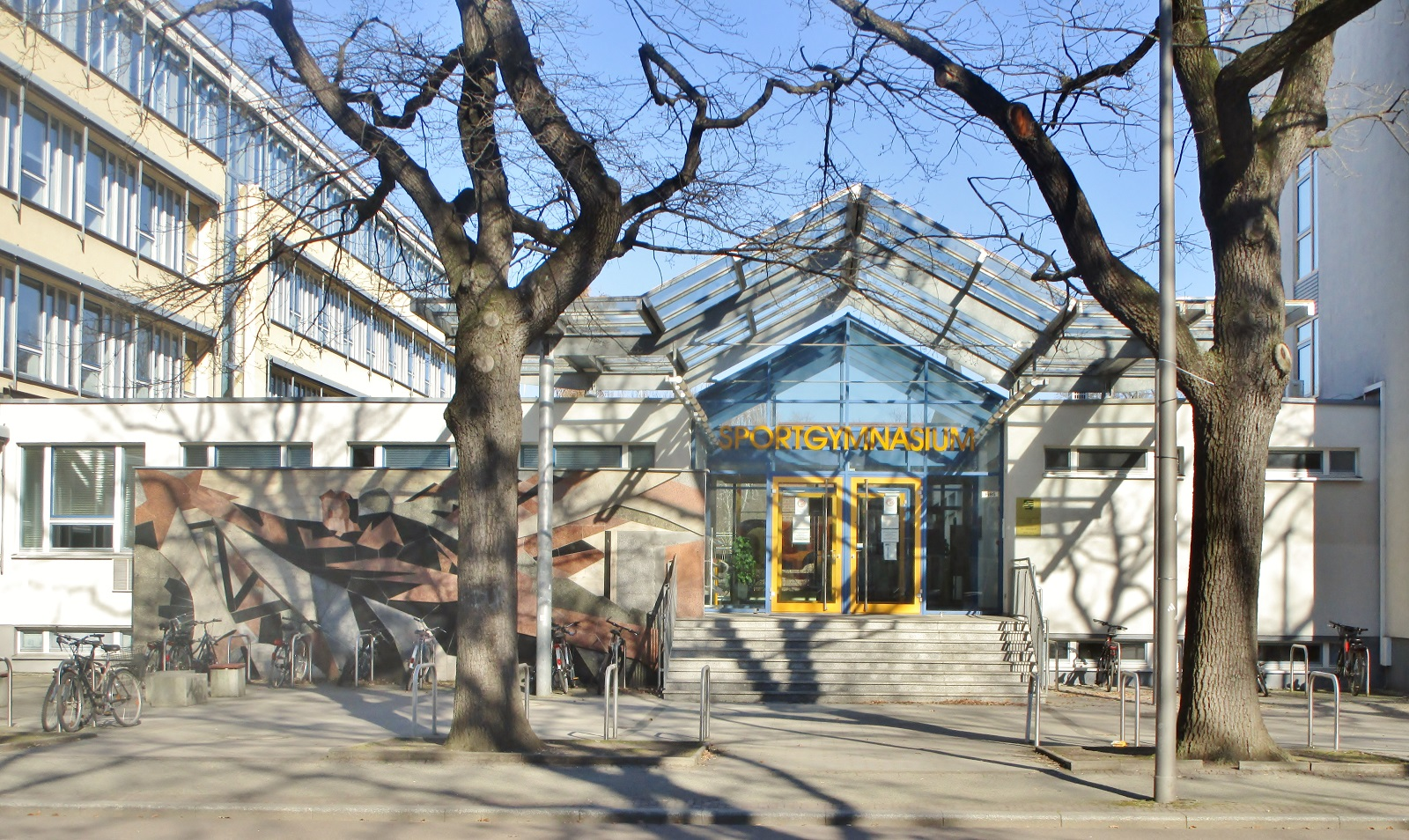
Landesgymnasium für Sport Leipzig

Das Sportgymnasium ging 1992 aus der am 1. September 1952 gegründeten Kindersportschule Leipzig hervor. Die Kindersportschule gehörte zu den ersten vier Schulen ihrer Art in der DDR. Sie war im Gebäude der 8. Grundschule in der Dölitzer Wincklerstraße 3 untergebracht, wo vier Sportlehrer 150 Schüler in je zwei Klassen der Klassenstufen 5 bis 7 betreuten. Beim 1953 erfolgten Umzug in das Gebäude der 43. Grundschule in der Max-Planck-Straße 1 entstand mit Einrichtung der Klassen 9 und 10 die erste Kinder- und Jugendsportschule (KJS). Nach steigenden Schülerzahlen wurde am 1. September 1971 ein Neubau mit Sporthalle und Internat in der Marschnerstraße 30 eröffnet.
Nach der politischen Wende wurde die KJS als Spezialschule für Sport weitergeführt. 1992 wurde sie Sportgymnasium. Der Freistaat Sachsen übernahm die Schule 1994 in Landesträgerschaft.
Am 27. Januar 1998 erhielt das Sportgymnasium den Status einer Eliteschule des Sports und wird seitdem durch den Deutschen Sparkassen- und Giroverband gefördert. Aus der Sportschule und ihrer Vorgängereinrichtung gingen über 100 Welt- und Europameister sowie mehr als 40 Olympiasieger hervor.

## Erfolgreiche Sportler des Landesgymnasiums für Sport Leipzig
- Heike Fischer (* 1982), Wasserspringerin
- Lars Kaufmann (* 1982), Handballspieler
- Ulrike Mertesacker (* 1984), Handballspielerin
- Tina Dietze (* 1988), Kanutin
- René Adler (* 1985), Fußballer
- Annekatrin Thiele (* 1984), Ruderin
- Susann Müller (* 1988), Handballspielerin